# Fundación Pro Vivienda Social
La Fundación Pro Vivienda Social (FPVS) es una entidad sin fines de lucro surgida en 1992 por un grupo de empresarios interesados en conceptos como: Capital social, Participación comunitaria y Evento movilizador. La misión principal de la fundación es contribuir a la solución del problema de la pobreza a través del mejoramiento de la vivienda y de las condiciones de vida de los sectores de menores ingresos, la llamada "Base de la Pirámide Económica". Los proyectos más grandes de FPVS están relacionados con el otorgamiento de microcréditos y al desarrollo de infraestructura.
FPVS concentra sus esfuerzos en la provincia de Buenos Aires de Argentina, [1] en el sector noroeste del segundo cordón del área metropolitana de Buenos Aires, que comprende los partidos de: José Clemente Paz, Malvinas Argentinas, Merlo, Moreno y San Miguel.
El área aproximada es de 643 km², con una población aproximada de 1 650 00 habitantes (2001), de los cuales un 64 % vive por debajo del nivel de pobreza de Argentina. Esta población se caracteriza por tener serios déficit en lo que respecta a niveles adecuados de salubridad y habitabilidad en sus viviendas, equipamiento e infraestructura urbana (veredas, pavimento, desagües pluviales entubados), y de espacios adecuados de recreación así como poco acceso a servicios públicos (gas, agua, electricidad). Si bien existe una gran demanda de bienes y servicios dentro de estas áreas, en general no hay empresas dispuestas a hacer negocios allí debido a los riesgos de inversión percibidos. En este contexto muchas de estas familias tienen dificultad para acceder al crédito formal, haciendo extremadamente difícil mejorar la calidad de vida de estos sectores de la población.
La Fundación trabaja para organizar la discrepancia entre la oferta y la demanda, manteniendo una línea de trabajo que privilegia a los individuos como sujetos de su propio desarrollo, utilizando y creando herramientas para este fin. FPVS se basa en la hipótesis que es posible implementar a partir de la generación de capital social y nuevos modelos financieros transparentes (como el microcrédito y el fideicomiso) un modelo que permita el acceso a servicios de infraestructura en la Base de la Pirámide.

## Programas en Ejecución

### Programa de Microcréditos Solidarios
El programa “Solidarios” consiste en el otorgamiento de microcréditos para el mejoramiento de vivienda para familias de bajos ingresos que han sido excluidos del mercado de crédito formal debido a que se las perfila como de "alto riesgo". El microcrédito se otorga a familias que lo solicitan en forma grupal y que como tales, son garantes solidarios de la suma solicitada. Un instrumento acorde a las posibilidades de las familias de menores ingresos y con trabajos informales. El crédito se ofrece en montos pequeños de duración corta con bajas tasas de interés. Hasta la fecha, el proyecto Solidarios ha otorgado crédito a más de 8.500 familias de la zona noroeste del Gran Buenos Aires para que mejoren sus viviendas.

### Gasificación Integral

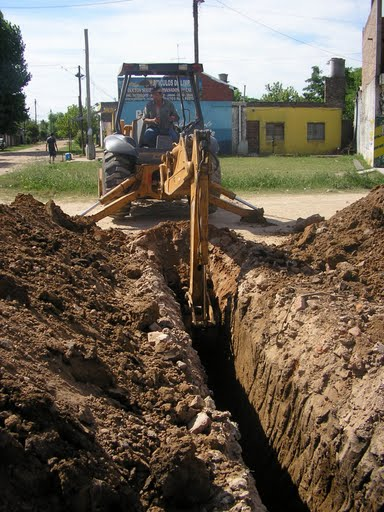

En el año 1999 se realizó un relevamiento de las necesidades e inquietudes en la zona de Cuartel V (municipio de Moreno, Gran Buenos Aires), a partir del cual se concluyó que los vecinos estaban interesados en explorar alternativas de solución a sus problemas de infraestructura y acceso a los servicios. Finalmente se eligió el gas natural como el nuevo elemento movilizador dado que el tendido de redes de gas natural es una obra que genera su propio repago. El acceso a estas genera recursos para las familias ya que la relación entre el precio del gas natural de red y el gas licuado de petróleo, envasado en garrafas o tubos, es entre cuatro y ocho veces más caro. El programa se ocupa de organizar a vecinos de barrios de bajos recursos que no tienen acceso al gas natural de red, bajo la figura de un fideicomiso que genera las condiciones para atraer las inversiones necesarias.
El Banco Mundial ha sido el agente que impulsó la organización de la demanda en los barrios gracias al premio otorgado a la FPVS en el concurso del Development Marketplace 2002 por el proyecto de expansión de la red de gas. Su apoyo fue uno de los disparadores que permitió apalancar por cinco veces los USD 250.000 del premio, atrayendo el apoyo de otras instituciones como FONCAP, el gobierno provincial, el gobierno municipal y también la empresa distribuidora Gas Natural BAN.
Con una inversión neta de US$1.720.000, el programa ha beneficiado a más de 3.600 familias. Esta inversión ha permitido la creación de 70.000 metros de tuberías externas y 2.600 conexiones de origen interno en cuatro años. La iniciativa impacta en la economía de las familias, gracias al ahorro generado por la sustitución de combustible, (la diferencia es de 8 a 1 en relación con el gas envasado), ya que una vez cancelado el microcrédito, el ahorro generado se calcula en US$ 210 por año por familia que equivalen a un 7% de su ingreso anual. También impacta en la capacidad de autogestión del barrio, ya que el modelo deja una cooperativa de servicios públicos, liderada por los vecinos, capaz de afrontar nuevas obras, sin mencionar el impacto que tiene en la salud y el bienestar de los pobladores.

### Observatorio de Desarrollo Barrial
El Observatorio de Desarrollo Barrial (ODB) se inauguró en marzo del 2006, se comenzó a trabajar junto a la Maestría en Economía urbana de la Universidad Torcuato Di Tella (UTDT) en la elaboración de un cuestionario capaz de generar una gran variedad de indicadores sobre los siguientes aspectos: conformación de los hogares, ocupación, salud, educación, ingresos, consumo, alimentación, seguridad, capital social y características de la vivienda. Se trata de un instrumento para monitorear los impactos de los programas de la Fundación, analizar los procesos de la economía informal para disminuir los riesgos de inversión, facilitar al Estado la aplicación de subsidios explícitos, y generar conocimiento académico.

## Programas en Preparación

### Plan de Desarrollo Barrial

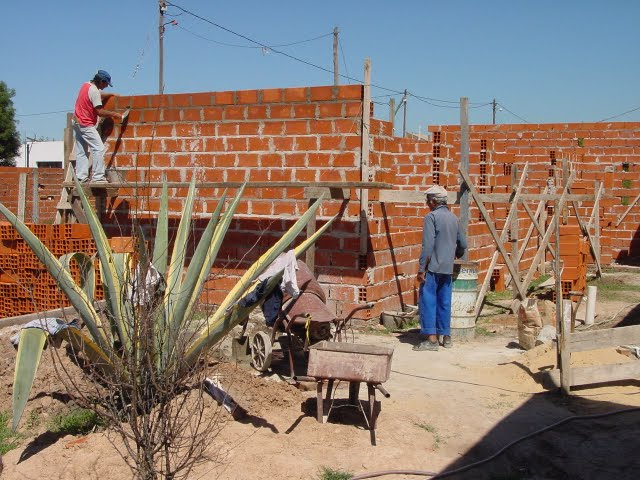

La propuesta consiste en trabajar en la zona de Cruce Derqui, un área en la periferia al noroeste de Buenos Aires, como modelo de otros tantos loteos populares que necesitan ser consolidados. El objetivo principal del proyecto es mejorar los sistemas de infraestructura y aumentar la disponibilidad de los servicios públicos. Debido a que la demografía de esta zona es similar a las de otros barrios carenciados de Buenos Aires, FPVS espera que el proyecto Cruce Derqui pueda ser utilizado como un modelo de desarrollo local que pueda ser replicado en otras áreas.

### Centro de Educación Comunitaria
El objetivo de este proyecto es la creación del un Centro de Capacitación de Líderes Comunitarios persiguiendo el objetivo de apalancar el proceso de Desarrollo Local, incorporando instancias de capacitación y transferencia dirigidas a la implementación de proyectos. FPVS entiende la participación como un método de trabajo y un objetivo fundamental, en tanto constituye un motor de cambio interno y externo. El centro pretende globalizar e integrar las dinámicas y recursos existentes dentro de la localidad, poniéndolos al servicio de la calidad de vida de las personas y de las transformaciones sociales necesarias para mejorarla.

### Plan de Regularización Dominial
Los pobres no pueden hacer valer sus derechos de propiedad por la situación de irregularidad en el registro de su patrimonio inmobiliario. Ello entorpece la movilización del nuevo patrimonio, no pudiéndolo gravar ni vender en forma regular. Casi el 70% de las familias pobres del Gran Buenos Aires carece de títulos dominiales adecuados, a pesar de haber adquirido los terrenos en el mercado de bienes raíces a través de las modalidades denominadas de “loteos”. En estos casos, con frecuencia el pago final no está acompañado de la escrituración, o las empresas que deberían proceder a otorgar esas escrituras han quebrado o dejaron de operar con otras razones.
El Programa de Titularización está diseñado para abordar este problema, ayudando a los pobres a hacer valer sus derechos que han sido otorgados por la Ley 24.374. Según esta ley los ocupantes que acrediten la posesión pública, pacífica y continua, durante tres años con anterioridad al 1 de enero de 1992 de inmuebles urbanos, que tengan como destino principal el de casa habitación única y permanente, están habilitados a suscribir su pedido de acogimiento mediante declaración jurada a la Ley. La aplicación de esta Ley permite que aquellas familias sin título de propiedad accedan a regularizar su patrimonio inmobiliario. FPVS trabajara para concientizar a la población sobre esta Ley y prestara asistencia llenando formularios.

## Impacto
Tras el inicio del proyecto de gasificación en distintas zonas del municipio de Moreno, cerca de 3.000 familias ya tienen acceso a Redes de Gas Natural, 1000 de las cuales ya han terminado de pagar sus préstamos. Los miembros de la comunidad que actuaron como líderes y promotores del proyecto han formado una cooperativa con el fin de seguir mejorando en forma independiente su vecindario. La compañía Gas Natural Ban, que es la empresa distribuidora de gas y se ocupa de cobrar las obras para el Fideicomiso a través de la factura, ha cambiado su percepción de los sectores económicos más pobres como de "alto riesgo" a uno de clientes viables.
El programa de microcréditos para las mejoras de la vivienda ha llegado a más de 8.000 familias en 5 años con una inversión de $12 millones de dólares.

## Premios
FPVS ha sido el destinatario de numerosos premios por su trabajo, incluyendo: 

- Premio de la Feria del Desarrollo del Banco Mundial en 2002

- Servicio del Cambio Social Premio de Ashoka en 2008

- Microfinanzas, Innovación y Sostenibilidad Premio de la Fundación Dell'Amore Giordano en 2009

## Recaudación de Fondos
FPVS recibe apoyo financiero de varias fuentes diferentes, incluyendo (1) las contribuciones de organizaciones filantrópicas locales e internacionales, (2) los recursos públicos para apoyar proyectos específicos, (3) préstamos a bajo interés de los bancos orientados a la inversión social, (4) donaciones de particulares , y (5) los recursos internos. 
Además, FPVS ha formado alianzas con empresas privadas que proporcionan los conocimientos técnicos, por debajo de los productos de consumo y servicios, y apoyo financiero. Algunos de los partidarios de primaria en el sector privado son Gas Natural BAN, Ferrum FV, la Fundación Ford, la Fundación Interamericana, y el Banco Supervielle. 
Aparte de los patrocinadores comerciales, FPVS recibe un apoyo importante de los individuos. Las bases acepta donaciones monetarias en línea, así como donaciones de material, como equipos de oficina.

## Programa de Voluntariado
Pasantías están destinados principalmente para los visitantes internacionales y los estudiantes en Buenos Aires, que desean contribuir con sus capacidades para seguir trabajando de FPVS. Los pasantes trabajan en la oficina del centro de Buenos Aires, en cualquiera de los siguientes departamentos: Relaciones Institucionales; Investigación y Desarrollo, y el seguimiento, la sistematización y transferencia. También hay oportunidades de voluntariado en la oficina de Moreno. En general, los voluntarios necesitan por lo menos un conocimiento básico de español y deben comprometerse a un plazo de al menos 3 meses.